# Natalia Castañeda
Natalia Castañeda Arbeláez (Manizales, Colombia, 1982) es una artista colombiana.

## Biografía
Pintó desde niña en el taller de Vicente Matijasevic en la Universidad de Caldas. Estudió la especialización en creación multimedia en la Universidad de los Andes (2008), la maestría en artes en esa misma institución (2005) y arquitectura en la Universidad de Caldas (2000). Obtuvo el grado DNSBA en la École National Supérieur de Beaux-Arts en París.
Su estilo abarca expresiones plásticas entre la pintura y la escultura, basándose, entre otros motivos, en paisajes y topografías. La investigadora Natalia Gutiérrez lo describe de la siguiente manera:

Natalia Castañeda asume el paisaje con el conocimiento de la tradición contemplativa, pero también con el desasosiego del artista contemporáneo cuando se da cuenta de que es imposible representarlo, pero que también le apuesta a la posibilidad de convertirlo en una reflexión sobre sus particularidades y sobre el paso del tiempo.
Natalia Gutiérrez. Presencias. La obra de Natalia Castañeda, Colombia, Galería nueveochenta.

## Obra

### Exposiciones individuales
- Siguiendo el Río, Museo de Arte de Pereira (2016)
- Piedras de otros lados, Galería Isabel Hurley, Málaga (2015)
- Espera me amarro el zapato, Galería Nueveochenta Arte Contemporáneo, Bogotá (2015)
- La Ola, la Rueda y la Masa, Flora Ars-Natura, Bogotá (2015)
- Pedras Errante, Marilia Razuk, Sao Paulo (2014)
- Piedras Errantes, Galería Nueveochenta Arte Contemporáneo, Bogotá (2013)
- Río Instalación in Situ, lobby del edificio Terpel, Bogotá (2013)
- Ficciones para una postura presente, Galería Nueveochenta Arte Contemporáneo, Bogotá (2013)
- Contando Piedras en el jardín de mi casa, Museo de arte de Caldas, Manizales (2010)
- Blue exit, Galería Nueveochenta Arte Contemporáneo, Bogotá, 2010
- La ilusión de flotar, Galería Nueveochenta Arte Contemporáneo, Bogotá, 2009
- En pintura, ciclo de exposiciones, Sala de Proyectos de la Universidad de los Andes, Bogotá, 2005
- Territorios comunes, Jenny Vilá Arte Contemporáneo, 2005

### Exposiciones colectivas
- Acorazado Patacón. ARCO Colombia. Tabacalera. Madrid. España. Territorios en juego. Espacio Odeon. Bogotá.
- Impulse, Reason, Sense, Conflict. Abstract Art from the Ella Fontanals- Cisneros Collection. CIFO art space Miami. USA.
- color, tiempo, espacio y materia. Museo de Arte y Cultura Colsubsidio. Bogotá 2014.
- Lugares Extraños, Solo Projects. PARC. Curaduría José Ignacio Roca. Lima Perú. 2013.
- I TRIENAL INTERNACIONAL DEL CARIBE, Santo Domingo. R Dominicana, 2010.
- Entre líneas, MOCA. Buenos Aires. Argentina, 2009.
- Asimetrías y convergencias, Galería Vermelho, Sao Pablo, Brasil, 2009.
- Prix de Dessin, Academie des Beaux-Arts, París, 2008.
- IX BIENAL INTERNACIONAL DE CUENCA, Ecuador, 2007.
- Al aire libre, Museo de Nacional de Colombia, Bogotá, 2007.

## Méritos y distinciones
- 2013 Beca de realización Laboratorio Pintura Abierta. El Parqueadero, Espacio conjunto FGAA y Banco de la República.
- 2011 Residencia Artística CRAC, Valparaíso, Chile.
- 2010 Representante de Colombia, 1 Trienal de Arte del Caribe, Rep. Dominicana.
- 2007 Mención Salón de Arte Joven, Club el Nogal, Bogotá·.
- 2007 Representante de Colombia, IX Bienal Internacional de Arte de Cuenca. Ecuador.
- 2006 Residencia Artística, proyecto BATISCAFO. La Habana, Cuba.
- 2006 Bogotá: redes y cartografía. Especialización en Creación Multimedia, Universidad de los Andes.
- 2004 Mención XII Concurso Nacional de Pintura BBVA. Biblioteca Luís Ángel Arango[6]